# Septobasidium curtisii
Septobasidium curtisii är en svampart som först beskrevs av Berk. & Desm., och fick sitt nu gällande namn av Boedijn & B.A. Steinm. 1931. Septobasidium curtisii ingår i släktet Septobasidium och familjen Septobasidiaceae.   Inga underarter finns listade i Catalogue of Life.